# Decimoquinta Enmienda a la Constitución de los Estados Unidos
La Decimoquinta Enmienda a la Constitución de los Estados Unidos (Enmienda XV) establece que los gobiernos en los Estados Unidos no pueden impedir a un ciudadano votar por motivo de su raza, color, o condición anterior de servidumbre (esclavitud). Fue ratificada el 3 de febrero de 1870.

## Texto
Section 1. The right of citizens of the United States to vote shall not be denied or abridged by the United States or by any State on account of race, color, or previous condition of servitude
Section 2. The Congress shall have power to enforce this article by appropriate legislation.
Sección 1. El derecho de los ciudadanos de los Estados Unidos a votar no será negado o disminuido por los Estados Unidos o por cualquier Estado debido a raza, color, o condición anterior de servidumbre.
Sección 2. El Congreso tendrá el poder de hacer cumplir este artículo a través de la adecuada legislación.

## Interpretación e historia
La Decimoquinta Enmienda (1870) es una de las Enmiendas posteriores a la Guerra Civil, conocidas como las Enmiendas de Reconstrucción. Esta enmienda prohíbe a los estados o al gobierno federal usar la 
etnia de un ciudadano, el color, o el estado anterior como esclavo como una restricción para el voto. Su objetivo básico era conceder el derecho de votar a antiguos esclavos. La primera persona en votar bajo las estipulaciones de la enmienda fue Thomas Mundy Peterson que emitió su voto en una elección al consejo escolar en Perth Amboy celebrada el 4 de febrero de 1870, el día después de que la decimoquinta enmienda fuera ratificada. Pero no fue realmente hasta la Ley de derecho de voto de 1965, casi un siglo más tarde, que la promesa plena de la decimoquinta enmienda fue conseguida realmente en todos los estados.
Después del paso a una base per cápita y absoluta, más negros fueron elegidos para cargos políticos durante el período de 1865 hasta 1880 que en cualquier otra época en la historia americana. Aunque ningún estado eligiera a un gobernador negro durante la Reconstrucción, varias legislaturas estatales estaban efectivamente bajo el control de un sustancial número de votantes afroamericanos. Estas legislaturas trajeron programas que son considerados actualmente parte del deber del gobierno, pero entonces eran radicales, como la educación pública universal. También hicieron a un lado todas las leyes con prejuicios raciales, incluso aquellas que prohibían el matrimonio interracial (llamadas leyes de antimestizaje).
A pesar de los esfuerzos de grupos como el Ku Klux Klan para intimidar a votantes negros y Republicanos blancos, la garantía de apoyo federal a los gobiernos del sur democráticamente elegidos significó que la mayor parte de votantes Republicanos podrían votar y mantener la regla de confidencialidad. Por ejemplo, cuando una muchedumbre blanca intentó asumir el gobierno interracial de Nueva Orleans, el presidente Ulysses S. Grant envió tropas federales para restaurar al alcalde electo.
Sin embargo, después de la ajustada elección de Rutherford B. Hayes, Hayes, a fin de apaciguar al Sur, consintió en retirar las tropas federales. También pasó por alto la violencia en las votaciones en el Sur Profundo a pesar de varias tentativas de los Republicanos para aprobar leyes que aseguraran los derechos de los votantes negros y castigar la intimidación. Como muestra de la desgana del Congreso de tomar cualquier acción en esta época, hasta un proyecto de ley que habría requerido que incidentes de violencia sólo en centros electorales fueran hechos públicos no pudo ser aprobado. Sin las restricciones, la violencia en los lugares de votación contra negros y Republicanos aumentó, incluso con casos de asesinato. La mayor parte de estos hechos sucedían sin ninguna interferencia por parte de las fuerzas de la ley, y a menudo hasta con su cooperación.
Antes de los años 1890, muchos estados del sur tenían rigurosas leyes de calificación de votantes, incluso pruebas de alfabetismo e impuestos. Algunos estados hasta hicieron difícil de encontrar un lugar para registrarse para votar.

## Propuesta y ratificación

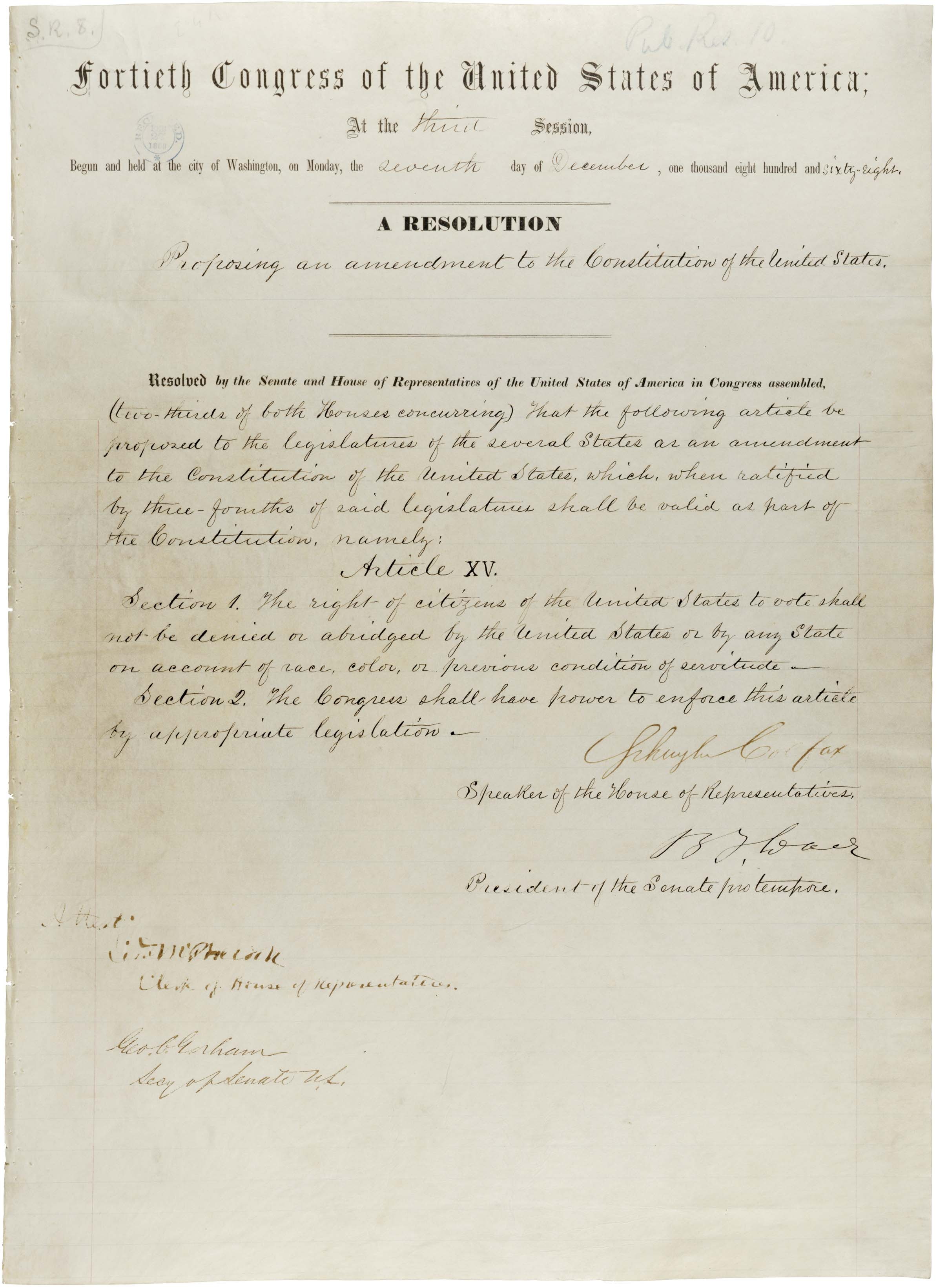
Enmienda XV en la Administración Nacional de Archivos y Registros.

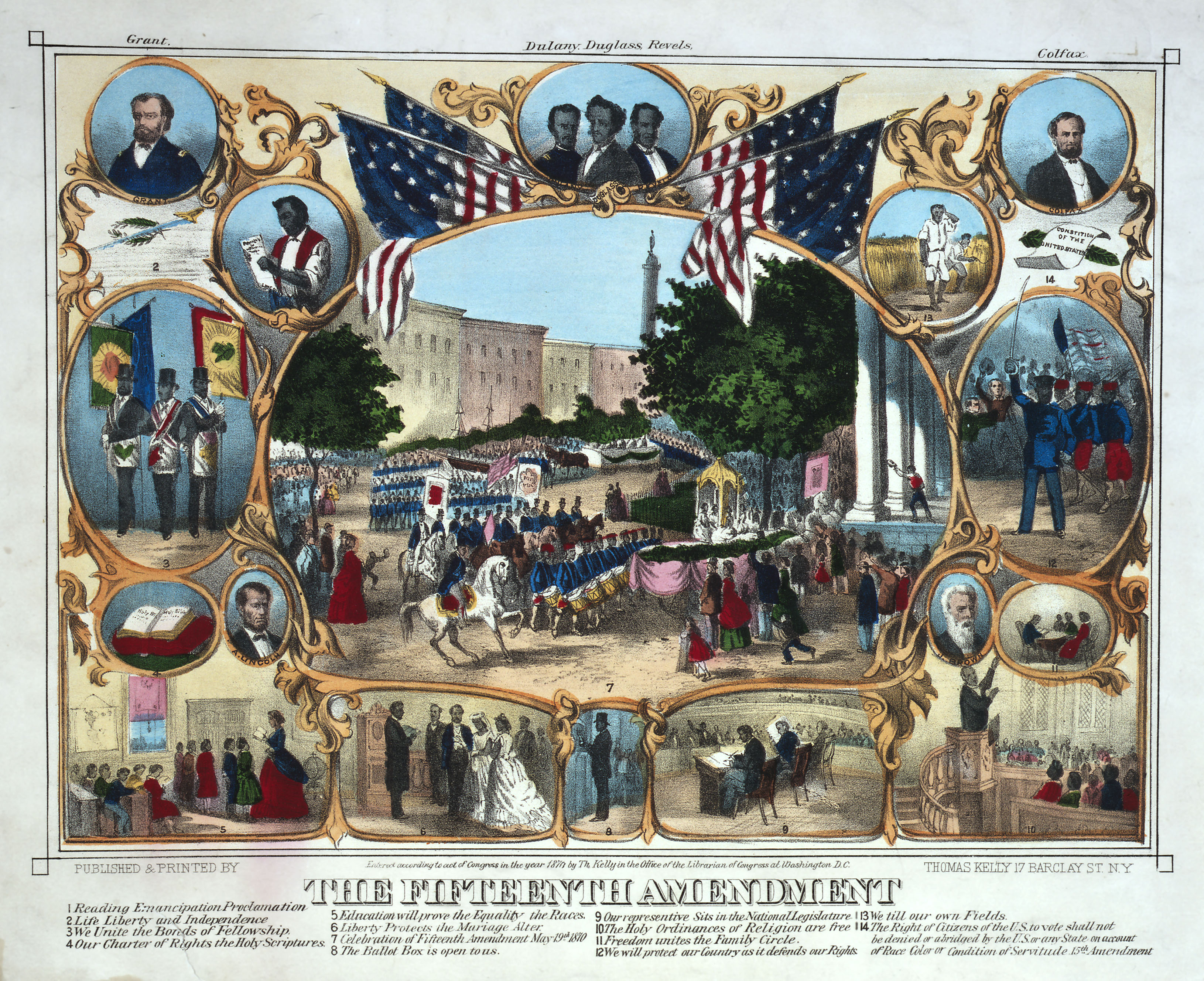
Celebración en 1870 de la decimoquinta enmienda como garantía de los derechos de los afroamericanos.

El Congreso propuso la Decimoquinta Enmienda el 26 de febrero de 1869. Los siguientes estados ratificaron la enmienda:
1. Nevada (1 de marzo de 1869)
2. Virginia Occidental (3 de marzo de 1869)
3. Illinois (5 de marzo de 1869)
4. Luisiana (5 de marzo de 1869)
5. Míchigan (5 de marzo de 1869)
6. Carolina del Norte (5 de marzo de 1869)
7. Wisconsin (5 de marzo de 1869)
8. Maine (11 de marzo de 1869)
9. Massachusetts (12 de marzo de 1869)
10. Arkansas (15 de marzo de 1869)
11. Carolina del Sur (15 de marzo de 1869)
12. Pensilvania (25 de marzo de 1869)
13. Nueva York (14 de abril de 1869, rescindido el 5 de enero de 1870, rescindida la rescisión el 30 de marzo de 1970)
14. Indiana (14 de mayo de 1869)
15. Connecticut (19 de mayo de 1869)
16. Florida (14 de junio de 1869)
17. Nuevo Hampshire (1 de julio de 1869)
18. Virginia (8 de octubre de 1869)
19. Vermont (20 de octubre de 1869)
20. Alabama (16 de noviembre de 1869)
21. Misuri (7 de enero de 1870)
22. Minnesota (13 de enero de 1870)
23. Misisipi (17 de enero de 1870)
24. Rhode Island (18 de enero de 1870)
25. Kansas (19 de enero de 1870)
26. Ohio (27 de enero de 1870, tras rechazarla el 30 de abril de 1869)
27. Georgia (2 de febrero de 1870)
28. Iowa (3 de febrero de 1870)

La ratificación se completó el 3 de febrero de 1870. La enmienda fue subsiguientemente ratificada por los siguientes estados:
1. Nebraska (17 de febrero de 1870)
2. Texas (18 de febrero de 1870)
3. Nueva Jersey (15 de febrero de 1871, tras rechazarla el 7 de febrero de 1870)
4. Delaware (12 de febrero de 1901, tras rechazarla el 18 de marzo de 1869)
5. Oregón (24 de febrero de 1959)
6. California (3 de abril de 1962, tras rechazarla el 28 de enero de 1870)
7. Maryland (7 de mayo de 1973, tras rechazarla el 26 de febrero de 1870)
8. Kentucky (18 de marzo de 1976, tras rechazarla el 12 de marzo de 1869)
9. Tennessee (2 de abril de 1997, tras rechazarla el 16 de noviembre de 1869)